# 茶屋川駅

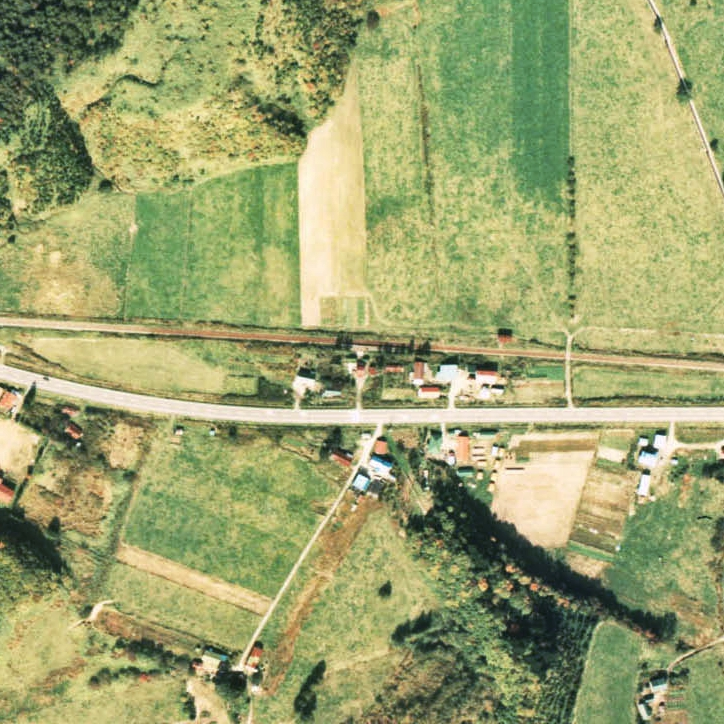
1976年の茶屋川駅と周囲約500m範囲。左が瀬棚方面。

茶屋川駅（ちゃやがわえき）は、かつて北海道山越郡長万部町字茶屋川に設置されていた、日本国有鉄道（国鉄）瀬棚線の鉄道駅（廃駅）である。電報略号はヤカ。事務管理コードは▲141601。

## 歴史
- 1929年（昭和4年）12月13日 - 国有鉄道瀬棚線の国縫駅 - 花石駅間開通に伴い、新設（一般駅）[2][3]。
- 1953年（昭和28年）度：前年度まで無電燈駅であったが、同年度に電燈駅化[4]。
- 1960年（昭和35年）6月10日 - 貨物の取り扱いを廃止[5]。
- 1961年（昭和36年）6月1日 - 荷物の取り扱いを廃止[6]。同時に無人駅化[5]。
- 1987年（昭和62年）3月16日 - 瀬棚線の全線廃止に伴い、廃駅となる[5]。

### 駅名の由来
昭和初期に付近の利別川と訓縫川の上流に砂金採取業者が入った際、当地に腰かけ茶屋があり、付近に架けた橋が「茶屋川橋」と名付けられた事に由来する。開業時点で当地の地名は「訓縫原野」であったが、後に茶屋川が地名となっている。

## 駅構造
廃止時点で、単式ホーム1面1線を有する地上駅であった。ホームは、線路の南西側（瀬棚方面に向かって左手側）に存在した。
無人駅となっていたが、有人駅時代の駅舎を改築した、間口が狭く天井の高い駅舎が残っていた。駅舎は構内の西側に位置し、ホームに接していた。ホームは砂利敷きで短かったが、多くの花が植えられていた。

## 利用状況
- 1981年度の1日乗降客数は15人[7]。

## 駅周辺
- 国道230号
- 茶屋川集落
- 茶屋川会館
- 旧長万部町立茶屋川小学校

## 駅跡
2000年（平成12年）時点で函館バスのバス停が旧駅前に設置され、崩れたホームが草に覆われて残存していた。2010年（平成22年）時点でも同様で、さらに民家の裏に「5 1/2」のキロポストが倒れて残存していた。駅構内自体は更地になっており、土地の境界に、枕木を再利用した柵が設けられていた。また、駅周辺の国縫川に注ぐ沢に橋台などが残存している。

## 隣の駅
日本国有鉄道
瀬棚線
国縫駅 -　茶屋川駅 - 美利河駅